# Giải quần vợt Pháp Mở rộng 2022 - Đôi xe lăn quad
Sam Schröder và Niels Vink là nhà vô địch, đánh bại Heath Davidson và Ymanitu Silva trong trận chung kết, 6–2, 6–2.
Andy Lapthorne và David Wagner là đương kim vô địch, nhưng thua ở vòng bán kết trước Davidson và Silva.

## Hạt giống
1. Sam Schröder /  Niels Vink (Vô địch)
2. Andy Lapthorne /  David Wagner (Bán kết)

## Kết quả

### Từ viết tắt
| - Q = Vòng loại - WC = Đặc cách - LL = Thua cuộc may mắn - Alt = Thay thế - SE = Miễn đặc biệt | - PR = Bảo toàn thứ hạng - w/o = Thắng nhờ đối thủ rút lui trước trận đấu - r = Bỏ cuộc giữa trận đấu - d = Bị xử thua - SR = Xếp hạng đặc biệt |

### Chung kết
|  | Bán kết | Bán kết                      | Bán kết | Bán kết                      | Bán kết |   |                         | Chung kết | Chung kết | Chung kết | Chung kết | Chung kết |  |
|  |         |                              |         |                              |         |   |                         |           |           |           |           |           |  |
|  | 1       | Sam Schröder Niels Vink      | 6       | 6                            | [10]    |   |                         |           |           |           |           |           |  |
|  | 1       | Sam Schröder Niels Vink      | 6       | 6                            | [10]    |   |                         |           |           |           |           |           |  |
|  |         | Donald Ramphadi Koji Sugeno  | 78      | 1                            | [7]     |   |                         |           |           |           |           |           |  |
|  |         | Donald Ramphadi Koji Sugeno  | 78      | 1                            | [7]     | 1 | Sam Schröder Niels Vink | 6         | 6         |           |           |           |  |
|  |         |                              |         |                              |         | 1 | Sam Schröder Niels Vink | 6         | 6         |           |           |           |  |
|  |         |                              |         | Heath Davidson Ymanitu Silva | 2       | 2 |                         |           |           |           |           |           |  |
|  |         | Heath Davidson Ymanitu Silva | 1       | Heath Davidson Ymanitu Silva | 2       | 2 | 6                       | [10]      |           |           |           |           |  |
|  |         |                              |         |                              |         |   |                         | [10]      |           |           |           |           |  |
|  | 2       | Andy Lapthorne David Wagner  | 6       | 4                            | [8]     |   |                         |           |           |           |           |           |  |